# Basters
De Basters (ook bekend als Baasters, Rehobothers of Rehoboth Basters) zijn afstammelingen van Nederlanders uit de Kaapkolonie en vrouwen van de inlandse Afrikaanse stammen. Zij leven voornamelijk in Rehoboth in Namibië en hebben veel overeenkomsten met de kleurlingen- en Griekwabevolking in Zuid-Afrika.

## Naam
De naam Baster komt van het Nederlandse woord bastaard. Hoewel dit in Nederland een neerbuigende term is, zijn de Basters trots op hun naam en gebruiken de term net als een geuzennaam, zoals de Métis dit doen in Canada.

## Geschiedenis

### Ontstaan
De Basters zijn voornamelijk mensen van gemengde afkomst die werden opgenomen in de blanke gemeenschap in Namibië. Hoewel zij economisch en cultureel werden beschouwd als niet-blanken, hoorden ze bij de welvarende bevolking van de Kaapkolonie. De meeste Basters kregen banen als opzichters of als vertrouwelijke bedienden bij blanke gezinnen. Sommigen werden haast behandeld als leden van de blanke gemeenschap.
In de achttiende eeuw was het niet bijzonder dat Basters eigen land en boerderijen bezaten, maar met de toenemende behoefte van landbouwgrond voor Zuid-Afrika, en de toename van de discriminatie van de zwarte bevolking, werden de Basters, ook onder druk van de lokale blanke bevolking, gelijkgesteld aan kleurlingen. Hierdoor verhuisden veel Basters naar andere gebieden, waar ze onafhankelijk konden blijven. Rond 1750 werd het gebied rond Kamiesberg in het noordwesten van de Kaapkolonie het centrale gebied waar de Basterse boeren zich vestigden. In hun kielzog kwam veel eigen personeel, bedienden en klandizie.
De meeste Basters zijn calvinisten. Hun gebeden en kerkgezang zijn vrijwel identiek aan de 17e-eeuwse Nederlandse kerkliederen en gebeden. Het motto van de Basters is "Groei in Geloof".

### Onafhankelijkheid
De Basters verlieten de Kaapkolonie vanaf 1868. Zij trokken naar het noorden en vestigden zich in Rehoboth. Tegenwoordig is dit Centraal-Namibië. In 1872 stichtten de Basters de Vrije Republiek Rehoboth. De vlag was gebaseerd op de Duitse. De toen opgestelde grondwet geldt vandaag de dag nog steeds voor de Basters en de lokale overheden.
Sommige Basters trokken verder noordelijk. Zij vestigden zich in het zuiden van Angola, in de stad Lubango. Daar werden ze Ouivamo genoemd. Velen van hen werden tussen 1928 en 1930 door blanke Afrikaners gedwongen om terug te keren naar Namibië, die niet begrepen waarom hun geschoolde en religieuze ‘neven’ wilden leven met de ‘wilden’ aldaar.
Toen Duitsland einde negentiende eeuw de kolonie Duits-Zuidwest-Afrika stichtte, werkten de Basters samen met de Duitse kolonisten en vochten samen met de Duitsers in de Namibische Genocide. Hierdoor mochten zij hun land en vee behouden, terwijl de Nama en de Herero van hun rechten werden ontdaan en naar concentratiekampen werden getransporteerd. De samenwerking tussen de Basters en de Duitsers eindigde op 8 mei 1915 toen Duitsland de oorlog verklaarde aan de Basters omdat zij weigerden de Duitsers te helpen tijdens de Eerste Wereldoorlog. De Basters beschouwden zichzelf Zuid-Afrikaans en boden aan om met Zuid-Afrika te vechten in de oorlog. Zuid-Afrika weigerde dit. Premier en generaal Louis Botha zei dat kleurlingen zich niet hoefden te bekommeren om een oorlog tussen Zuid-Afrika en Duitsland.

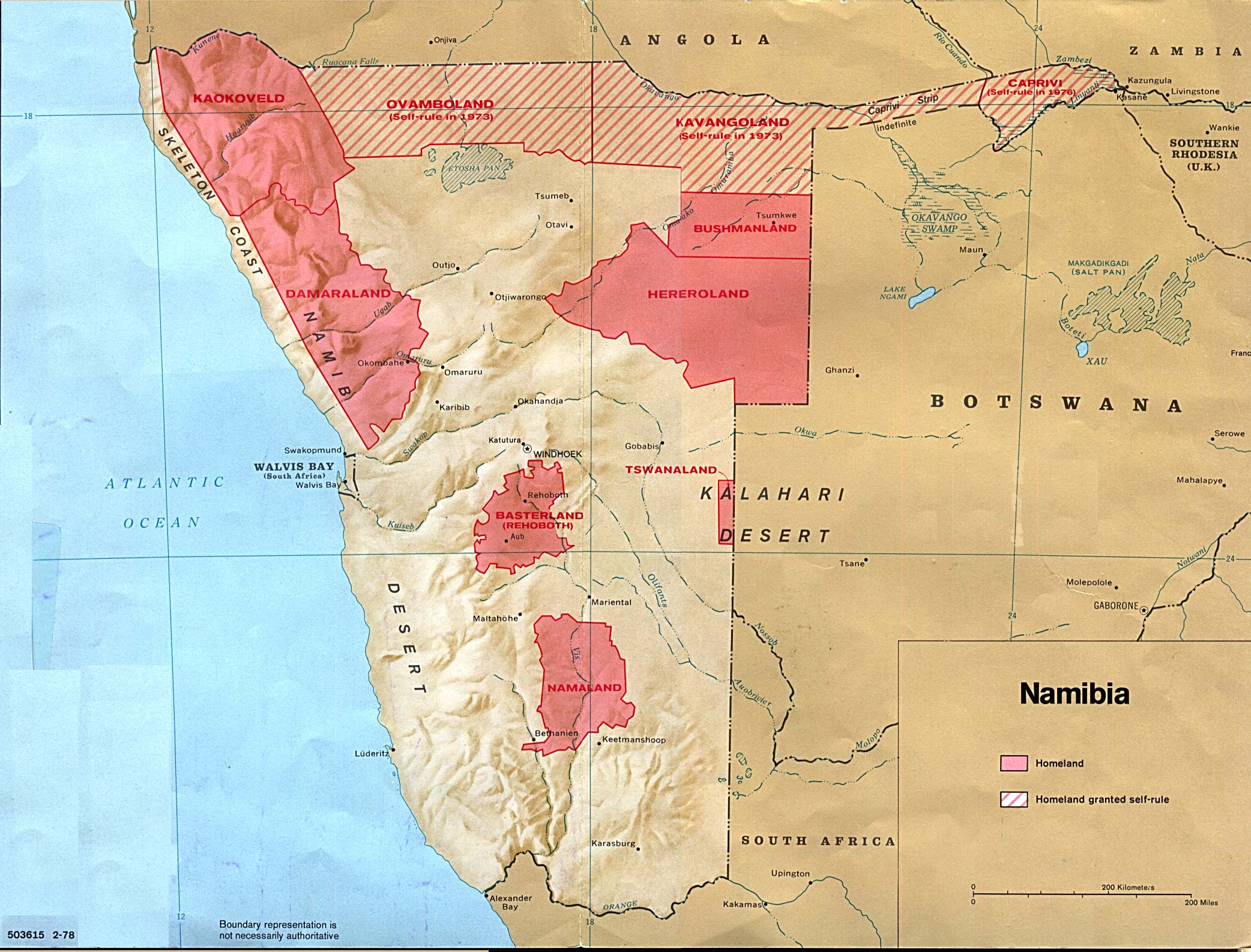
Een kaart van de Namibische thuislanden in 1978 met in het centrum Basterland

Sommige Basters bleven vechten voor de legitimiteit van de Vrije Republiek Rehoboth. Zij beweerden dat de republiek werd erkend door de Volkenbond en dat, volgens internationale wetgeving, de Republiek de soevereine status mocht behouden. In 1952 presenteerden de Basters een petitie aan de Verenigde Naties voor behoud van de republiek, zonder resultaat. In 1979 bood Zuid-Afrika de Basters zelfbeschikking als ze meevochten tegen de SWAPO, de Namibische onafhankelijkheidsbeweging. De Basters weigerden dit en besloten neutraal te blijven. Zij kozen voor de semi-autonome bantoestan Basterland, ook wel bekend als Baster Gebiet, gevestigd rond Rehoboth. Basterland zou blijven bestaan tot de onafhankelijkheid van Namibië op 29 juli 1989.

### 20e eeuw
Veel Basters ijveren tegenwoordig nog steeds voor autonomie. De Basters hebben inmiddels een langdurige democratische traditie. Hun leiders worden gekozen volgens de wetten van 1872. De titel van de leider is Kaptein en hij wordt gekozen voor het leven. De Kaptein heeft de macht een raad samen te stellen. Samen met deze raad vormt de Kaptein de uitvoerende macht van Rehoboth. De wet voorziet ook in een Volksraad, die elke 5 jaar wordt gekozen en het wetgevende orgaan vormt van Rehoboth.
De eerste Kaptein was Hermanus van Wyk, ook wel de "Mozes" van de Basters genoemd. Hij leidde de gemeenschap uit Zuid-Afrika naar Rehoboth en bleef Kaptein tot zijn dood in 1906. Na zijn dood, kozen de Rehoboth Basters Cornelius van Wyk tot Kaptein. Zijn functie werd niet officieel erkend door de Duitse koloniale overheid, noch door het Zuid-Afrikaanse bewind dat het land overnamen in 1915.
In 1976 volgde goedkeuring van de Zuid-Afrikaanse regering voor autonomie voor de Basters. Dit noemde men de ‘Rehoboth Self-government Act’. In 1979 werd Kaptein Johannes "Hans" Diergaardt gekozen volgens deze nieuwe wet. In 1999 werd John McNab gekozen tot Kaptein. Sinds februari 2007 worden de Rehoboth Basters vertegenwoordigd door de Kapteins Council in de UNPO.
Het aantal Basters blijft vandaag de dag onduidelijk. Getallen als 20.000 en 40.000 worden genoemd. De Basterbevolking maakt zich druk om hun unieke geschiedenis, cultuur en herkomst. Ze zijn bang dat die verloren gaat in het huidige Namibië.

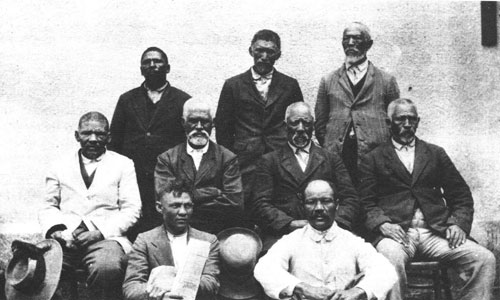
De Basterraad in 1915, onder leiding van Cornelius van Wyk (middelste rij tweede van links)

## Lijst van Kapteins
1. Hermanus van Wyk (1870-1905)
2. Cornelius van Wyk (1914-1924)
3. Albert Mouton (1924-1925)
4. Ben Africa (1977-1979)
5. Hans Diergaardt (1979-1998)
6. John McNab (1999-heden)

## Andere Basters
De naam Orlam werd ook gebruikt voor Basters maar werd meer gebruikt voor Khoi ('Hottentotten') of kleurlingen die Nederlands spraken en ‘Europees’ leefden.
Na ongeveer 1780, kwamen er steeds meer blanken in dit gebied, wat weer leidde tot de migratie van veel Basterfamilies naar de vallei van de Oranjerivier. Deze Basters werden min of meer gedwongen door Britse missionarissen zich Griekwa te laten noemen. 
In Indonesië worden de afstammelingen van gedeeltelijke Nederlandse afkomst Blaster(an) genoemd.